# 사라봉축구장
사라봉축구장(沙羅峰蹴球場, Sarabong Football Field)은 대한민국 제주시에 있는 축구 경기장이다.

## 역사
제주시는 사라봉공원 인근에 있는 오일장터 옛 부지에 약 17억 원의 건설비용을 들여 2007년 4월에 사라봉축구장을 착공했다. 2008년 8월 말에 관람석 534석 규모로 준공되어 2008년 9월 22일부터 무료로 시범 운영된 후, 2008년 12월 13일에 개장되었다.

## 참고 문헌
- 《전국 공공체육 시설 현황 (2017년말 기준)》. 대한민국 문화체육관광부. 2020년 7월 16일에 원본 문서에서 보존된 문서. 2019년 4월 14일에 확인함.